# Rodzina Leonarda da Vinci
Leonardo da Vinci był nieślubnym synem przyszłego florenckiego prawnika i księgowego ser Piera da Vinci i dziewczyny o imieniu Caterina lub Catarina.

## Od strony ojca

### Ród da Vinci
Da Vinci był rodem notariuszy. Członkowie rodu cieszyli się dobrym imieniem i pozycją. Prowadzili interesy w mieście i posiadali gospodarstwa na wsi.

### Członkowie rodziny
- Albiera da Vinci – córka bogatego florenckiego notariusza[2], od 1452 r. pierwsza żona ser Piera (młodszego)[2]. Pochodziła z szanowanej rodziny mieszczańskiej[3]. Umarła przy porodzie[4].
- Alessandro Amadori – brat Albiery[5], Leonardo bardzo długo utrzymywał z nim kontakt[5].
- Antonio da Vinci (starszy) – ur. ok. 1372 r.[6], ojciec ser Piera (młodszego). Jako jedyny z rodu da Vincich nie wykonywał zawodu notariusza. Zamiast tego wybrał życie ziemianina[7]. Pasjonowała go gra w tryktraka[1]. Ze sporządzonego w 1427 r. zeznania podatkowego wiadomo, że był wówczas właścicielem gospodarstwa w Costereccia, znajdującego się niedaleko Vinci i kilku mniejszych posiadłości. Posiadał też 2 działki budowlane w Vinci, jedną w obrębie murów, drugą poza nimi. Po 1427 r. rodzina mieszkała w domku na wsi. Właściciel domu był winny Antoniowi pieniądze, więc odbierał dług mieszkając tam bez płacenia. W 1433 r. rodzina przeniosła się do Vinci[8].
- Francesca da Vinci – córka Giuliana Lanfrediniego, druga żona ser Piera (młodszego)[5].
- Francesco da Vinci – ur. w 1436 r.[9], zm. w połowie 1507 r.[10] syn Antonia (starszego) i Lucii. Podobnie jak ojciec nie był notariuszem. Zajmował się hodowlą jedwabników[11]. Darzył wielką sympatią Leonarda, któremu zapisał w testamencie cały swój majątek, czemu sprzeciwiły się prawowite dzieci ser Piera (młodszego)[10].
- Giovanni da Vinci – zm. w 1406 r. w Hiszpanii syn Guida Antonio[1].
- Giuliano da Vinci – ur. w 1427 r. syn Antonia (starszego) i Lucii. Najprawdopodobniej zmarł w dzieciństwie, gdyż zeznania podatkowe wymieniają go tylko raz[8].
- Giulio Lanfredini – ojciec Franceski[5].
- Guglielm da Vinci – syn ser Piera (młodszego). Jego wnuk i imiennik w 1624 r. sprzedał budynek w Anchiano dla zakonu z Florencji[12].
- ser Guido Antonio da Vinci – syn ser Michela, ojciec Giovanniego i ser Piera (starszego). Był z zawodu notariuszem[1].
- Lucia da Vinci – żona Antonia (starszego), matka ser Piera (młodszego), Giuliana i Violante[7]. Jej dom rodzinny znajdował się w Toia di Bacchereto, na wschodnim stoku Mont’Albano, niedaleko Vinci. Jej rodzina zajmowała się produkcją ceramiki[6].
- Lucrezia di Guglielmo Cortigiani – czwarta żona ser Piera (młodszego)[12]. Według niedatowanej relacji miała ona pięcioro dzieci oraz szóste w drodze[13].
- Margherita di Gacopo di Guglielmo – zm. 1486, trzecia żona ser Piera (młodszego). Urodziła sześcioro dzieci[12][14]. Gdy wychodziła za mąż, wniosła w posagu 400 florenów[14].
- ser Michele da Vinci – ojciec ser Guida Antonio[1].
- ser Piero da Vinci (młodszy) – ur. 19 kwietnia 1426 r., zm. 9 lipca 1504 r., syn Antonia (starszego) i Lucii[15]. Przed 1466 r. wyjechał z Vinci[16]. Małżonkowie zamieszkali przy Via delle Prestanze[3]. W 1472 r. zawarł z Franceskiem umowę w sprawie ziemi, o której poświadczał Antonio di Piero Buti del Vacca di Accattabriga[17]. Następnie przez kilka lat praktykował w Pistoi[16]. Później przebywał w Pizie, ale szybko wrócił do Florencji. Jego insygnium notarialne, widniejące na umowie z listopada 1458 r. dotyczącego Rucellaich, przedstawia obłok z literą P w środku, z wychodzącym z niego mieczem[16].
- ser Piero da Vinci (starszy) – syn Guida Antonio, ojciec Antonia (starszego). Był najsłynniejszym notariuszem z rodu da Vincich. Zyskał uznanie we Florencji w drugiej połowie XIV w. W 1360 r. zyskał uprawnienia do wykonywania zawodu. W 1361 r. został posłem Florencji na dworze w Sassoferrato, potem zaś był notariuszem Signorii[1].
- Violante da Vinci – córka Antonia (starszego) i Lucii[16].

## Od strony matki

### Rodzina Buti
Przez pokolenia rodzina uprawiała ziemię w Campo Zeppi, na wzniesieniu nad rzeką Vincio, niedaleko na zachód od Vinci. Ziemia ta była jej własnością. Wartość domu wynosiła 10 florenów, a ziemi 60. Ziemie uprawne dostarczały 5 buszli ziarna, a winnice 4 baryłki wina rocznie. W hierarchii społecznej członkowie rodziny znajdowali się stopień wyżej od dzierżawców rolnych, jednakże ledwo wystarczało im pieniędzy na podstawowe potrzeby, a ich zeznania podatkowe z XV w. świadczą, że zaczęło im się gorzej powodzić.

### Członkowie rodziny
- Antonio di Piero Buti del Vacca di Accattabriga – mąż Cateriny. Jego przezwisko można przetłumaczyć jako „ten, który szuka zaczepki”[19]. Antonio zajmował się obróbką kamienia, wypalając wapno na zaprawę murarską do wyrobów garncarskich i na nawóz. Jego dzierżawiony (w latach 1449–1453) od mnichów z florenckiego klasztoru San Pier Martire piec znajdował się w Mercatale, niedaleko na południe od Vinci. W 1469 r. ser Piero da Vinci (młodszy) wynajął dla niego ten piec[18]. Antonio uczestniczył 8 września 1470 r. w zamieszkach podczas obchodów narodzin Marii Panny[17]. W 1472 r. poświadczał zawarcie umowy w sprawie ziemi przez ser Piera (młodszego) i Francesca da Vincich. Kilka lat później był we Florencji świadkiem testamentu uwierzytelnionego notarialnie przez ser Piera da Vinci. Zaś w sierpniu 1480 r. sprzedawał działkę zwaną Caffaggio dla rodziny Ridolfich. Później Antonio podzielił majątek w Campo Zeppi z bratem Jacopem[20].
- Antonia Buti del Vacca – druga żona Piera. Mieszkała razem z mężem w Campo Zeppi[21]
- Caterina Buti del Vacca (lub Catarina) – ur. ok. 1427 r.[2] matka Leonarda, Piery, Marii, Lisabetty, Francesca i Sandry[17]. Prawdopodobnie była sierotą mieszkającą z babką w majątku w okolicach Vinci. Według jednej z hipotez pracowała u Antonio da Vinci[22]. Po urodzeniu syna wyszła za mieszkańca Vinci Antoniego di Piero Butiego nazywanego „Accattabriga” lub „Accattabrighe” (awanturnik)[19][23], trudniącego się wypalaniem cegieł i dachówek[11]. Według późniejszych hipotez mogła być niewolnicą sprowadzoną z Bliskiego Wschodu[24].
- Fiore Buti del Vacca – żona Jacopa, matka Lisy, Simony i Michele. Mieszkała razem z rodziną w Campo Zeppi[17].
- Francesco Buti del Vacca – ur. 1461 r., zm. ok. 1491 r. syn Antonia i Cateriny. Został ochrzczony w kościele parafialnym San Pantaleone. W dzieciństwie mieszkał razem z rodziną w Campo Zeppi. Potem zaciągnął się do wojska i zginął od pocisku, wystrzelonego ze spingardy[17].
- Jacopo Buti del Vacca – syn Monny Piery i Piera, mąż Fiore, ojciec Lisy, Simony i Michele. Mieszkał razem z rodziną w Campo Zeppi[17].
- Lisa Buti del Vacca – córka Jacopa i Fiore. W dzieciństwie mieszkała razem z rodziną w Campo Zeppi[17].
- Lisabetta Buti del Vacca – córka Antonia i Cateriny. Została ochrzczona w kościele parafialnym San Pantaleone. Mieszkała razem z rodziną w Campo Zeppi[17].
- Maria Buti del Vacca – ur. 1457, córka Cateriny i Antonia. Została ochrzczona w kościele parafialnym San Pantaleone. Mieszkała razem z rodziną w Campo Zeppi[17].
- Michele Buti del Vacca – córka Jacopa i Fiore. W dzieciństwie mieszkała razem z rodziną w Campo Zeppi[17].
- Monna Piera Buti del Vacca – pierwsza żona Piera, matka Jacopa i Antonia[25].
- Piera Buti del Vacca – córka Cateriny i Antonia. Została ochrzczona w kościele parafialnym San Pantaleone. Mieszkała razem z rodziną w Campo Zeppi[17].
- Piero Buti del Vacca – mąż Monny Piery, a potem Antonii, ojciec Jacopa i Antonia. Mieszkał w Campo Zeppi[21].
- Sandra Buti del Vacca – ur. w 1463 r. córka Antonia i Cateriny. Została ochrzczona w kościele parafialnym San Pantaleone. W dzieciństwie mieszkała razem z rodziną w Campo Zeppi[17].
- Simona Buti del Vacca – córka Jacopa i Fiore. W dzieciństwie mieszkała razem z rodziną w Campo Zeppi[17].

## Drzewo genealogiczne
| 4. Antonio da Vinci (starszy) |  |                                 |  |  |                      |
|                               |  | 2. ser Piero da Vinci (młodszy) |  |  |                      |
| 5. Lucia da Vinci             |  |                                 |  |  |                      |
|                               |  |                                 |  |  | 1. Leonardo da Vinci |
| 6. NN                         |  |                                 |  |  |                      |
|                               |  | 3. Caterina II                  |  |  |                      |
| 7. NN                         |  |                                 |  |  |                      |
|                               |  |                                 |  |  |                      |